# Грб Будве
Грб Будве је званични грб црногорске општине Будва, усвојен 13. маја 2010. године.

## Опис грба
Статут општине Будва овако описује грб:
Грб општине представљен је у три нивоа:
- Велики грб је плави штит са три неуређене златне звијезде (1+2) са шест кракова. Штит је крунисан сребрном бедемском круном са три зупца на кренелацији. Држачи штита су два златна хипокампа зелених леђних и плавих репних пераја.
- Постамент формирају наизмјенични плави и сребрни таласи у чијем је подножју бијела трака на којој је исписано (ћирилично) име „БУДВА“.
- Средњи грб је плави штит са три неуређене златне звијезде (1+2) са шест кракова. Штит је крунисан сребрном бедемском круном са три зупца на кренелацији. Постамент штита су наизмјенични сребрни и плави таласи у чијем је подножју бијела трака на којој је исписано име „БУДВА“.
- Основни грб (мали грб) је плави штит са три неуређене (1+2) шестокраке звијезде.

У опису грба које је наведено Статутом, не наводе се значења датих симбола.